# PH1b
PH1b (prescurtare de la „Planet Hunters 1”),  denumire NASA Kepler-64b, este o planetă extrasolară pe o orbită circumbinară în sistemul stelar cvadruplu Kepler-64. Planeta a fost descoperită de doi astronomi amatori prin proiectul Planet Hunters, folosind datele de la telescopul spațial Kepler cu ajutorul unei echipe de astronomi internaționali ai Universității Yale. Descoperirea a fost anunțată la 15 octombrie 2012. Este prima planetă de tranzit cunoscută dintr-un sistem stelar cvadruplu, prima planetă circumbinară cunoscută dintr-un sistem stelar cvadruplu și prima planetă dintr-un sistem stelar cvadruplu care a fost vreodată descoperită. A fost prima planetă confirmată descoperită de PlanetHunters.org.  De asemenea, a fost raportată o detectare independentă și aproape simultană printr-o revizuire a datelor telescopului spațial Kepler folosind un algoritm de detectare a tranzitului. 

## Sistem stelar
Planeta gigantă are dimensiunea Neptunului, aproximativ 20-55 de mase terestre (M🜨). Are o rază de 6,2 ori mai mare decât cea a Pământului. Sistemul stelar este la 7200 de ani lumină de Pământ.  Planeta orbitează în jurul unui sistem stelar binar apropiat, cu un sistem binar mai îndepărtat care orbitează la distanță, formând sistemul stelar cvadruplu. Sistemul stelar are denumirea  KIC 4862625 (în Kepler Input Catalog), precum și denumirea Kepler-64. Perechea binară apropiată (Aa + Ab) pe care planeta îl orbitează are o perioadă orbitală de 20 de zile. Ele formează o pereche binară eclipsantă. Cele două stele sunt: (Aa) cu 1,384 mase solare (M ☉) - stea din secvență principală de tip F și (Ab) de 0.336 M☉ - o pitică roșie.  Planeta orbitează în jurul acestei perechi binare pe o orbită de 138,3 zile. Perechile binare se află la 1000 UA una de cealaltă. Un model fotometric-dinamic a fost folosit pentru a modela sistemul planetar al perechii binare apropiate. Perechea binară îndepărtată (Ba + Bb) are o distanță de separare de 60 UA între stele. Cele două stele sunt: (Ba) de 0.99 M☉ - o stea din secvență principală de tip G și (Bb) de 0.51 M☉ - o pitică roșie. Sistemul cvadruplu de stele are o vârstă estimată la două miliarde de ani (2 giga-ani). Sistemul este situat la următoarele coordonate: ascensie dreaptă 19h 52m 51.624s declinație +39° 57′ 18.36″ ,  așadar are, de asemenea, o intrare în catalogul 2MASS ca 2MASS 19525162 + 3957183 

## Descoperire

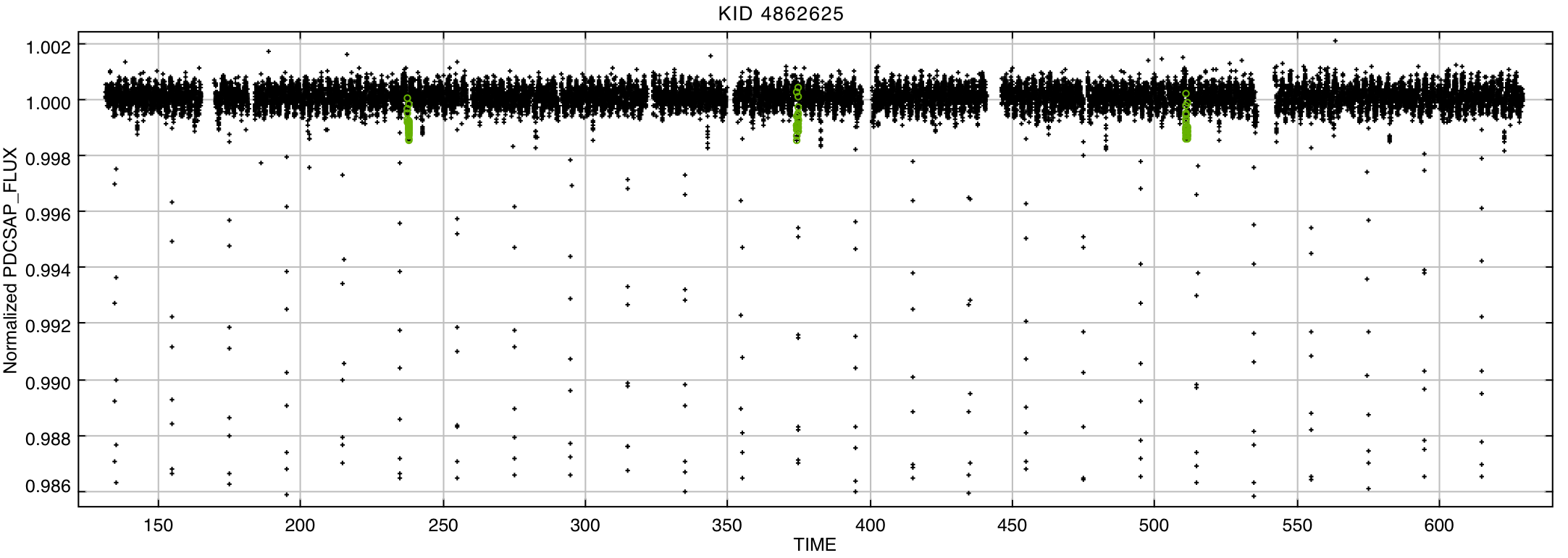
Curba de lumină care semnalizează descoperirea PH1, prezentând primele trei tranzite ale lui Kepler-64 (KIC 4862625)

Kian Jin Jek (în chineză: 易 建 仁, fiul lui Jek Yeun Thong), din San Francisco, și Robert Gagliano, din Cottonwood, Arizona, au recunoscut semnătura unei planete în datele de la misiunea Kepler și descoperirea a fost raportată prin intermediul PlanetHunters.org - printr-un program condus de dr. Chris Lintott⁠(d), de la Universitatea Oxford. Kian Jek a văzut pentru prima dată o scădere ușoară care indică un tranzit în mai 2011. JKD a raportat o secundă. Robert Gagliano a efectuat o căutare sistematică și a confirmat a doua scădere și a descoperit o a treia, în februarie 2012. Folosind acest lucru, Kian a prezis un alt tranzit și l-a găsit. Planeta a fost ulterior detectată prin metoda de variație a sincronizării binare eclipsante. În momentul descoperirii, era a șasea planetă circumbinară cunoscută.

## Rol ca sistem de referință
Planeta PH1b a fost utilizată ca sistem de referință pentru algoritmii de detectare automată. Ca sistem de referință, PH1 este utilizat pentru a îmbunătăți algoritmul și pentru a demonstra îmbunătățirea detectării planetelor circumbinare. 